# 3,4-二氟苯胺
3,4-二氟苯胺是一种有机氟化合物，化学式为C6H5F2N，它可由3,4-二氟硝基苯还原制得。它和亚硝酸叔丁酯、三甲基叠氮硅烷在乙腈中反应，可以得到4-叠氮基-1,2-二氟苯。